# العلاقات البالاوية الجنوب سودانية
العلاقات البالاوية الجنوب سودانية هي العلاقات الثنائية التي تجمع بين بالاو وجنوب السودان.

## مقارنة بين البلدين
هذه مقارنة عامة ومرجعية للدولتين:
| وجه المقارنة                                              | بالاو                         | جنوب السودان                  |
| --------------------------------------------------------- | ----------------------------- | ----------------------------- |
| المساحة (كم2)                                             | 465                           | 619.75 ألف                    |
| عدد السكان (نسمة)                                         | 21.73 ألف                     | 12.58 مليون                   |
| الكثافة السكانية (ن./كم²)                                 | 4.67 ألف                      | 20.3                          |
| العاصمة                                                   | نغيرولمود، كورور              | جوبا                          |
| اللغة الرسمية                                             | لغة إنجليزية، اللغة البالاوية | لغة إنجليزية                  |
| العملة                                                    | دولار أمريكي                  | جنيه جنوب سوداني، جنيه سوداني |
| الناتج المحلي الإجمالي (بليون دولار)                      | 291.54 مليون                  | 2.90 مليار                    |
| الناتج المحلي الإجمالي (تعادل القوة الشرائية) بليون دولار | 326.12 مليون                  | 22.88 مليار                   |
| الناتج المحلي الإجمالي الاسمي للفرد دولار أمريكي          | 13.50 ألف                     | 73                            |
| الناتج المحلي الإجمالي للفرد دولار أمريكي                 | 14.76 ألف                     | 2.02 ألف                      |
| مؤشر التنمية البشرية                                      | 0.780                         | 0.467                         |
| رمز المكالمات الدولي                                      | +680                          | +211                          |
| رمز الإنترنت                                              | .pw                           | .ss                           |
| المنطقة الزمنية                                           | ت ع م+09:00                   | ت ع م+03:00                   |

## منظمات دولية مشتركة
يشترك البلدان في عضوية مجموعة من المنظمات الدولية، منها:
| علم المنظمة | اسم المنظمة                        | تاريخ انضمام بالاو | تاريخ انضمام جنوب السودان |
| ----------- | ---------------------------------- | ------------------ | ------------------------- |
|             | مؤسسة التنمية الدولية              | 16 ديسمبر 1997     | 18 أبريل 2012             |
|             | الأمم المتحدة                      | 15 ديسمبر 1994     | 14 يوليو 2011             |
|             | مؤسسة التمويل الدولية              | 16 ديسمبر 1997     | 18 أبريل 2012             |
|             | وكالة ضمان الاستثمار متعدد الأطراف | 16 ديسمبر 1997     | 18 أبريل 2012             |
|             | يونسكو                             | 20 سبتمبر 1999     | 27 أكتوبر 2011            |
|             | البنك الدولي للإنشاء والتعمير      | 16 ديسمبر 1997     | 18 أبريل 2012             |

## وصلات خارجية
- موقع وزارة الخارجية الجنوب سودانية